# 4935 Маслачкова
4935 Маслачкова (4935 Maslachkova) — астероїд головного поясу, відкритий 13 серпня 1985 року.
Тіссеранів параметр щодо Юпітера — 3,649.